# Інський
Інськи́й (рос. Инской) — селище міського типу у складі Біловського міського округу Кемеровської області, Росія.

## Населення
Населення — 12590 осіб (2010; 13665 у 2002).